# Éric Castonguay
Éric Castonguay (né le 18 septembre 1987 à Drummondville, province de Québec au Canada) est un joueur professionnel canadien de hockey sur glace. Il évolue au poste d'attaquant.

## Carrière de joueur
En 2004, il commence sa carrière junior avec les Maineiacs de Lewiston de la Ligue de hockey junior majeur du Québec.
Lors de la saison 2006-2007 de l'équipe américaine a été encore meilleure décrochant le trophée Jean-Rougeau, en finissant en première place au total de la LHJMQ, et le trophée Robert-Lebel pour la plus basse moyenne de buts encaissés. Les MAINEiacs ont gagné les séries éliminatoires et la Coupe du président. Il s participent alors à la Coupe Memorial 2007. Quatrièmes et derniers de la phase de poule, ils s'inclinent lors du match de barrage face aux Whalers de Plymouth 5-1. Ils sont donc éliminés de la compétition avec le stade de la demi-finale. Mais durant les séries de la Coupe Memorial, ils ont perdu les services de leur capitaine Marc-André Cliche à cause d'une blessure et de leur gardien Jonathan Bernier blessé aussi lors de l'avant dernier match.
En 2007, il devient professionnel, s'alignant pour les Devils de Trenton de l'ECHL lors de ses deux premières saisons. Aux cours de celles-ci, il joue aussi quelques parties dans la Ligue américaine de hockey.
En 2011, il part en Europe et signe aux Diables Rouges de Briançon. Au cours de la Coupe de la Ligue, les Diables Rouges, premiers de la poule D, éliminent ensuite Chamonix puis Rouen pour atteindre la finale de l'épreuve. Le match se dispute sur la glace de Méribel où ils comptent cinq défaites en finale de Coupe de la ligue et de Coupe de France. Après trois échecs à ce stade de la compétition, les Briançonnais l'emportent 4-1 face aux Pingouins de Morzine-Avoriaz et décrochent la première Coupe de la Ligue de leur histoire. Il conserve la Coupe de la Ligue en 2013 avec les Dragons de Rouen.

## Statistiques
| Saison    | Équipe                              | Ligue          |    | Saison régulière | Saison régulière | Saison régulière | Saison régulière | Saison régulière |   | Séries éliminatoires | Séries éliminatoires | Séries éliminatoires | Séries éliminatoires | Séries éliminatoires |
| Saison    | Équipe                              | Ligue          | PJ | B                | A                | Pts              | Pun              | PJ               | B | A                    | Pts                  | Pun                  |                      |                      |
| 2003-2004 | Gaulois du Collège Antoine-Girouard | Midget AAA     | 39 | 13               | 32               | 45               | 16               |                  |   |                      |                      |                      |                      |                      |
| 2004-2005 | Maineiacs de Lewiston               | LHJMQ          | 66 | 19               | 13               | 32               | 4                | 8                | 2 | 0                    | 2                    | 2                    |                      |                      |
| 2005-2006 | Maineiacs de Lewiston               | LHJMQ          | 70 | 26               | 39               | 65               | 20               | 6                | 3 | 4                    | 7                    | 2                    |                      |                      |
| 2006-2007 | Maineiacs de Lewiston               | LHJMQ          | 69 | 27               | 37               | 64               | 26               | 17               | 2 | 15                   | 17                   | 6                    |                      |                      |
| 2006-2007 | Maineiacs de Lewiston               | Coupe Memorial | -  | -                | -                | -                | -                | 4                | 1 | 0                    | 1                    | 2                    |                      |                      |
| 2007-2008 | Devils de Trenton                   | ECHL           | 67 | 20               | 27               | 47               | 22               | -                | - | -                    | -                    | -                    |                      |                      |
| 2007-2008 | Devils de Lowell                    | LAH            | 2  | 0                | 0                | 0                | 0                | -                | - | -                    | -                    | -                    |                      |                      |
| 2008-2009 | Devils de Trenton                   | ECHL           | 57 | 29               | 41               | 70               | 10               | 7                | 1 | 6                    | 7                    | 0                    |                      |                      |
| 2008-2009 | Devils de Lowell                    | LAH            | 6  | 0                | 2                | 2                | 0                | -                | - | -                    | -                    | -                    |                      |                      |
| 2009-2010 | Devils de Lowell                    | LAH            | 45 | 2                | 5                | 7                | 0                | 1                | 0 | 0                    | 0                    | 0                    |                      |                      |
| 2010-2011 | Royals de Reading                   | ECHL           | 42 | 10               | 20               | 30               | 2                | 2                | 0 | 0                    | 0                    | 0                    |                      |                      |
| 2010-2011 | Sound Tigers de Bridgeport          | LAH            | 13 | 5                | 3                | 8                | 2                |                  |   |                      |                      |                      |                      |                      |
| 2011-2012 | Briançon                            | Ligue Magnus   | 26 | 7                | 38               | 45               | 8                | 4                | 0 | 4                    | 4                    | 2                    |                      |                      |
| 2011-2012 | Briançon                            | CdF            | 3  | 0                | 2                | 2                | 0                | -                | - | -                    | -                    | -                    |                      |                      |
| 2011-2012 | Briançon                            | CdlL           | 6  | 6                | 5                | 11               | 4                | 5                | 2 | 5                    | 7                    | 2                    |                      |                      |
| 2012-2013 | Rouen                               | CdF            | -  | -                | -                | -                | -                | 4                | 0 | 5                    | 5                    | 10                   |                      |                      |
| 2012-2013 | Rouen                               | CdlL           | 6  | 3                | 4                | 7                | 2                | 5                | 2 | 3                    | 5                    | 4                    |                      |                      |
| 2012-2013 | Rouen                               | CC             | 3  | 0                | 0                | 0                | 0                | -                | - | -                    | -                    | -                    |                      |                      |
| 2012-2013 | Rouen                               | Ligue Magnus   | 26 | 13               | 21               | 34               | 8                | 14               | 4 | 14                   | 18                   | 2                    |                      |                      |
| 2013-2014 | Mavericks du Missouri               | LCH            | 65 | 31               | 52               | 83               | 20               | 4                | 1 | 5                    | 6                    | 0                    |                      |                      |
| 2013-2014 | Wolves de Chicago                   | LAH            | 1  | 0                | 0                | 0                | 0                | -                | - | -                    | -                    | -                    |                      |                      |
| 2014-2015 | Frisk Asker                         | GET Ligaen     | 42 | 22               | 51               | 73               | 20               | 6                | 0 | 2                    | 2                    | 2                    |                      |                      |
| 2015-2016 | Tingsryds AIF                       | Allsvenskan    | 52 | 11               | 29               | 40               | 24               | 7                | 3 | 2                    | 5                    | 4                    |                      |                      |
| 2016-2017 | Leksands IF                         | SHL            | 52 | 7                | 15               | 22               | 4                | 4                | 1 | 0                    | 1                    | 2                    |                      |                      |
| 2017-2018 | AIK IF                              | Allsvenskan    | 52 | 20               | 24               | 44               | 14               | -                | - | -                    | -                    | -                    |                      |                      |
| 2018-2019 | AIK IF                              | Allsvenskan    | 52 | 11               | 19               | 30               | 14               | 7                | 1 | 1                    | 2                    | 0                    |                      |                      |
| 2019-2020 | HC Sierre                           | Swiss League   | 44 | 13               | 24               | 37               | 10               | 4                | 2 | 6                    | 8                    | 0                    |                      |                      |
| 2020-2021 | HC Sierre                           | Swiss League   | 46 | 14               | 27               | 41               | 8                | 4                | 0 | 4                    | 4                    | 2                    |                      |                      |
| 2021-2022 | HC Sierre                           | Swiss League   | 50 | 12               | 34               | 46               | 8                | 7                | 3 | 7                    | 10                   | 0                    |                      |                      |
| 2022-2023 | HC Sierre                           | Swiss League   | 43 | 15               | 31               | 46               | 16               | 5                | 1 | 3                    | 4                    | 0                    |                      |                      |
| 2023-2024 | HC Sierre                           | Swiss League   | 35 | 11               | 25               | 36               | 2                | 6                | 3 | 7                    | 10                   | 0                    |                      |                      |

## Trophées et honneurs personnels

### Ligue de hockey junior majeur du Québec
- 2007 : remporta la Coupe du président avec les Maineiacs de Lewiston